# یواس‌اس گایاندات (ای‌اوجی-۱۶)
یواس‌اس گایاندات (ای‌اوجی-۱۶) (به انگلیسی: USS Guyandot (AOG-16)) یک کشتی بود که طول آن ۲۵۵ فوت (۷۸ متر) بود. این کشتی در سال ۱۹۳۰ ساخته شد.